# Skały melanokratyczne
Skały melanokratyczne – skały magmowe, odznaczające się ciemną barwą. 
- Zawierają od ok. 60–65 do 90% minerałów ciemnych: hornblenda, biotyt, granat, chromit, piroksen, oliwin.
- Należy do nich duża część skał zasadowych.
- W skład tej grupy wchodzą skały głębinowe i znacznie rzadsze żyłowe.
- Skały te nie tworzą większych intruzji ani form wylewnych, towarzyszą masywom skał obojętnych z rodziny gabra lub zasadowych oraz tworzą żyły.

Skały melanokratyczne są reprezentowane przez: perydotyt, dunit, piroksenit, hornblendyt, pikryt. 